# Gironico
Gironico (Girònich in dialetto comasco, AFI: /ʤiˈrɔnek/), è un centro abitato della Lombardia, frazione del comune sparso di Colverde, di cui costituisce un municipio. Fino al 3 febbraio 2014 costituiva un comune autonomo, suddiviso a sua volta nelle frazioni principali di Gironico al Piano, Gironico al Monte e Salvadonica, con l'aggiunta di quelle più piccole di Campo Amato e Cerè.

## Geografia fisica
Il territorio di Gironico, ricco di aree verdi, si compone di una pluralità di colli disposti attorno a una zona pianeggiante.
Dal punto di vista idrografico, la porzione meridionale del territorio è lambita dal torrente Lura.  
Un altro corso d'acqua che attraversa il territorio gironichese è il ruscello Riale, affluente del Lura. In origine, il Riale scorreva liberamente fino alla località Ceré, dove si butta nel Lura; tuttavia, per ragioni sia igieniche che viabilistiche, a partire dagli anni 1960 venne intubato e coperto in più tratti (compreso quello situato nella zona del lavatoio). Per evitare intasamenti del tubo vennero messi in opera dapprima una grata e, infine, una cassa d'espansione, opera idraulica che richiese la realizzazione di un terrapieno e di una chiusa nella località detta Ciüsa (che in dialetto locale, significa appunto, chiusa). Il toponimo di quest'ultima località è tuttavia anteriore a tale opera idraulica, e indicherebbe il fatto che si tratti di una zona di "chiusura" della pianura compresa tra Montano, Gironico al Monte, Salvadonica, e i colli del Ronco e del Roccolo.   

## Storia
La più antica attestazione storica dell'esistenza dell'abitato è costituita da un documento, datato 2 aprile 724, attraverso cui il re longobardo Liutprando conferiva alla Basilica di San Carpoforo alcuni diritti tra cui un'area boschiva situata a Gelonico. Tale area, un tempo detta silva dominica, corrisponderebbe all'attuale località di Salvadonica.
Al 962 risale invece un documento che riporta la presenza di un tal Teudebertus presbiter de vico Geronico, dipendente dalla pieve di Uggiate. Nello stesso secolo, il paese era inserito nel Contado della Martesana.
In età comunale, Gironico si trovò nel mezzo nelle dispute tra comaschi e milanesi, con questi ultimi che riuscirono a ottenere il controllo sul territorio gironichese per una breve parentesi temporale.
Ritornati sotto la giurisdizione dei lariani, tra il 1295 e il 1298 i gironichesi furono gli unici abitanti della diocesi di Como che, per ragioni d'indigenza, furono completamente esonerati dal pagamento di una tassa straordinaria richiesta da Bonifacio VIII per sostenere Carlo II D'Angiò.
Inseriti nella stessa pieve fino alla fine del XVIII secolo, gli abitati di "Zellonico Plano" e "Zellonico Monte" sono elencati negli annessi agli Statuti di Como del 1335 tra i comuni incaricati della manutenzione della strada “de Cardevio a platea que est ad domos quondam Alberti Zanforgi usque ad Sassum de Cardevio”. Oltre a regolare le competenze della manutenzione stradale, gli Statuti decretavano la competenza delle singole località su temi inerenti alla legislazione campestre, il potere giudiziario locale, e le competenze ecclesiastiche. Secondo la cosiddetta Consuetudines Mediolanenses, gli Statuti imponevano inoltre l'edificazione e la manutenzione di un castello, che a Gironico fu probabilmente costruito in località Castell, situata sulla collina sovrastante la chiesa di San Grato.
Una costruzione fortificata fu invece eretta nel XVI secolo a Gironico al Monte dalla famiglia dei Rusca, la presenza dei quali è testimoniata da una serie di lapidi conservati presso la chiesetta di Santa Caterina.
A partire dal 1629 e fino ad oltre la metà del XVIII secolo, il comune di Gironico al Piano costituì un feudo della famiglia Porta. Diverso destino toccò a Gironico al Monte, infeudato nel corso dei secoli ma non più nel 1751, quando risulta già redento e attivo nei pagamenti quindecennali relativi al riscatto dall'infeudazione.
In precedenza, nel 1652, sia le terre di Gironico al monte che quelle di Gironico al piano erano state messe all'asta dal governo spagnolo del Stato di Milano, intenzionato a finanziare le spese militari di Filippo IV. All'asta partecipò anche la città di Como, interessata ad evitare che queste zone e altri territori delle pievi di Uggiate, Fino e Zezio finissero nelle mani di terzi che - in virtù dei diritti feudali concessi al vincitore dell'asta - avrebbero potuto sottrarre gli abitanti di tali terre all'obbligo di versare tasse alla stessa città.

Mappa dell'ex comune di Gironico nella provincia di Como

Dal 1757 Gironico al Piano e Gironico al Monte risultano formare un unico comune, creato all'interno del Contado di Como del Ducato di Milano in seguito al catasto teresiano dell'anno precedente.
A seguito di un decreto napoleonico datato 1807, nel 1809 al comune di Gironico furono accorpati i comuni di Parè, Drezzo e Montano. L'unione fu sciolta nel 1816.
L'Ottocento vide uno sviluppo nel campo dell'industria tessile da parte del paese, fino ad allora improntato su un'economia prettamente agricola. Legato al comparto delle tessiture che ancor oggi popolano il territorio era la bachicoltura, realizzata in appositi locali dette bigatere.
Il 4 febbraio 2014, i comuni di Drezzo, Parè e Gironico sono stati aggregati nel nuovo comune di Colverde, in seguito all'esito positivo del referendum consultivo tenutosi il 1º dicembre 2013.

### Simboli
Lo stemma e il gonfalone di Gironico erano stati concessi con decreto del presidente della Repubblica del 14 marzo 1955.
La figura nello scudo è ripresa dal blasone della nobile famiglia dei Della Porta, che ebbero in feudo Gironico.
Il gonfalone era un drappo partito di bianco e di verde.

## Monumenti e luoghi d'interesse

### Architetture religiose

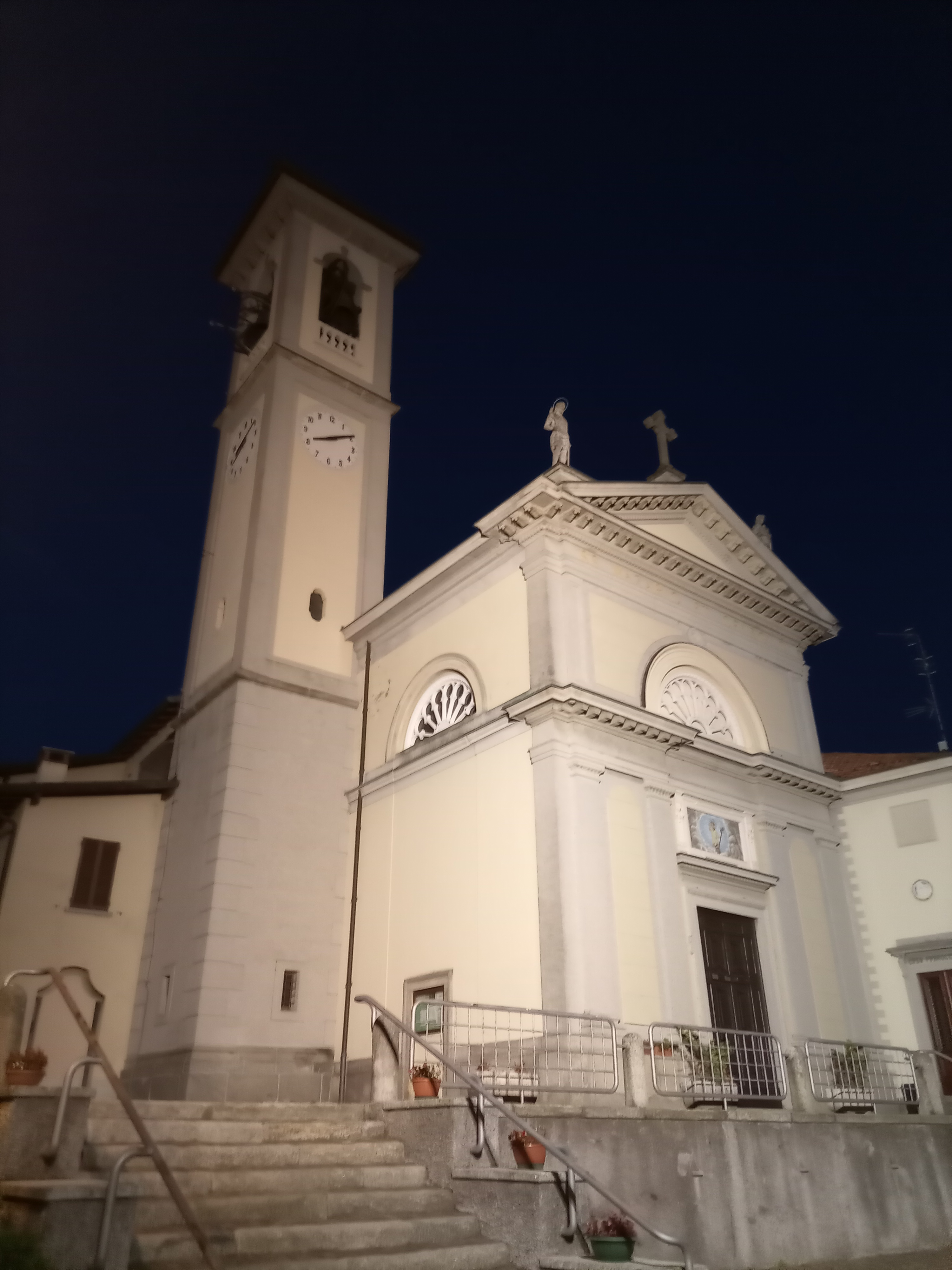
Chiesa dei SS. Nazaro e Celso

#### Chiesa parrocchiale dei santi Nazaro e Celso
Già attestata nel XIII secolo come cappella dipendente dalla pieve di Uggiate, nel 1455 la chiesa dedicata ai santi Nazaro e Celso fu elevata a parrocchiale con l'appoggio della famiglia Rusca. Dopo esser stata ricostruita, nello stesso luogo, a partire dal 1708, nel 1939 la chiesa fu dotata di una facciata neoclassica. All'interno della chiesa, una pala di Carlo Innocenzo Carloni e dipinti attribuiti alla sua scuola.

#### Chiesa di San Grato
La Chiesa di San Grato fu costruita nel centro di Gironico al Piano nel 1672. Rifatta negli anni 1708-1718, la chiesa confinava con  un piccolo carcere che venne chiuso nel corso del Settecento. I carcerati potevano assistere alle celebrazioni attraverso alcune feritoie che, un tempo, si trovavano nella parete destra del presbiterio.
Originariamente intitolata a San Domenico, la chiesa assunse l'attuale dedicazione solamente nella seconda metà dell'800: negli atti di una visita pastorale del 1874, si legge infatti che la chiesa era stata da poco rinominata in San Grato.
Esternamente, l'edificio si presenta con una facciata scandita da lesene e sovrastata da un timpano.
Edificio a unica navata, al suo interno ospita alcuni affreschi comprensivi di una cinquecentesca Adorazione dei pastori di uno stile che rimanda al Luini, oltre che di una Gloria di San Grato. La chiesa conserva inoltre una pala d'altare di Torildo Conconi raffigurante San Grato che blandisce la grandine, oltre che a una tela secentesca su San Carlo in adorazione del Crocefisso. Altri dipinti si trovano nello spazio destinato ai fedeli: sul lato sinistro si trova un San Domenico, mentre sul lato opposto trova posto la raffigurazione di un frate cappuccino con barba e la scritta Charitatem (probabilmente: San Francesco da Paola). 
L'edificio è oggi proprietà privata della famiglia Taiana.

#### Chiesa di Santa Caterina
Affacciata sulla piazzetta di Gironico al Monte si trova la chiesa di Santa Caterina, compresa nel complesso di Villa Raimondi. Come attestato da un'iscrizione conservata all'interno della chiesa, l'edificio fu dedicato nel 1451 e restaurato nel 1501 su commissione della famiglia Rusca.
La chiesa si presenta cono una facciata caratterizzata da affreschi in pessimo stato di conservazione, tra i quali si trova un San Cristoforo di probabile realizzazione Quattrocentesca.
L'altare ospita una tela secentesca di un'Apparizione della Madonna col Bambino alla Santa Caterina d'Alessandria.

#### Ossario
Non lontano dal sagrato della parrocchiale si trova un ossario barocco che al suo interna ospita affreschi di Alessandro Caldani. Nell'ossario trovano inoltre posto un altare con statua lignea della Madonna della cintura e un rilievo policromo che raffigura le Anime purganti.

#### Altro
- Signùr de Praa - Localmente nota anche come Signùr de la Ciüsa, si tratta di una cappella che ospita un Crocefisso ligneo di devozione popolare. Il Crocifisso risale agli anni 1916-1918, mentre la cappella fu costruita, a più riprese, tra gli anni 1970 e il Natale 1998. Le decorazioni floreali che ornano la cappella sono opera di un'artista di Albiolo.
- Croci di Missione - Si tratta di due croci, una posta poco sotto Gironico al Monte (1950) e l'altra (1960) fuori dal cimitero, che sono state piantate a seguito di cosiddette "missioni popolari". Le croci sono prive di crocifisso, a simboleggiare le sofferenze che ciascuno deve sopportare nel corso della propria vita.
- Ex-chiesa di San Cristoforo - Presente a Salvadonica fino al XX secolo, è stata trasformata in un'abitazione privata.

### Architetture civili

#### Villa Raimondi
L'edificio civile di maggiore rilevanza è la Villa Raimondi, anticamente nota come Villa Rusca. La costruzione originale è del XV secolo, quando fu fatta costruire dalla famiglia Rusca - forse con funzioni anche difensive. La dimora venne ampliata nel corso della prima metà del Seicento; nello stesso secolo, il cortile d'onore venne rielaborato in stile manierista. Dopo essere divenuto di proprietà degli Odescalchi, nel XIX secolo il complesso passò per via ereditaria a Giorgio Raimondi, al quale si deve non solo il cui nome con cui la dimora è oggi indicata ma anche la denominazione di altre sontuose due ville che, all'atto di ereditare il complesso gironichese, lo stesso Raimondi già possedeva a Birago e a Fino Mornasco. Nel XX secolo, Maria Rosnati - nuora di Giorgio Raimondi e vedova dell'omonimo figlio di quest'ultimo - cedette la villa alla famiglia Valerio.
Cinta a occidente dalla chiesa di Santa Caterina e da una serie di rustici, la villa ospita tre cortili, disposti in successione lungo l'asse sudovest-nordest e collegati mediante portali in stile barocco. Al primo cortile, di tipo rustico, segue quello d'onore, di forma quadrangolare. Una serliana conduce dal cortile d'onore al terzo e più interno cortile, sul quale si affaccia una doppia fila di logge databili al XVII secolo e uno scalone di grande impatto visivo. Questa scala conduce alla galleria del piano nobile, arricchita da una serie di affreschi, tra cui il più antico è una Crocefissione quattrocentesca. La galleria conduce alla sala d'armi, la quale si affaccia a sua volta su una lunga scalinata che, tra due file di statue, attraversa la porzione di parco a est della dimora.
Il lato sud-est della villa si apre su un parterre sorretto da muraglioni, in fondo al quale si trova un portale che conduce a una scenografica doppia scalinata.
Nella villa trovano posto anche una sala con un grande camino in stile rinascimento, oltre a numerose stanze ornate da affreschi e altre decorazioni in stile barocco. Una delle sale è dedicata a Benedetto Odescalchi, meglio noto come papa Innocenzo XI, ivi raffigurato in un dipinto realizzato probabilmente da Carlo Maratta.

#### Altro
- Ghiacciaia in località Gironico al Monte[39]
- Tomba del marchese, in località Pioggera, monumento funerario fatto realizzare da Maria Rosnati in memoria del marito Giorgio Cesare Raffaele Raimondi, figlio di Giorgio Giuseppe Raimondi.[40]

## Società

### Evoluzione demografica
Demografia preunitaria
- 1751: 260 abitanti a Gironico al Piano[13] e 95 a Gironico al Monte[14]
- 1771: 433 abitanti[16]
- 1799: 450 abitanti[16]
- 1805: 487 abitanti[16]
- 1809: 1 322 abitanti (dopo l'unione con Drezzo, Montano e Parè)[16]
- 1853: 739 abitanti[18]

Demografia post-unitaria
Abitanti censiti

Dal censimento del 2001, la situazione si è così evoluta:
- 2002: abitanti 2081
- 2003: abitanti 2095
- 2004: abitanti 2133
- 2005: abitanti 2157
- 2006: abitanti 2177
- 2007: abitanti 2232

Dal 2001 ad oggi la differenza tra nati e morti è sempre stata positiva.

### Tradizioni e folclore
Di grande importanza la Festa di Gesù Bambino (Ul Bambinn de Gironich) che si tiene la seconda domenica dopo l'Epifania e che richiama centinaia di fedeli (più di 2500 nel 2008) anche dai paesi vicini per la processione che si tiene per le vie del paese nel pomeriggio.

## Cultura
La biblioteca comunale è stata fondata nel 2004. Sin dall'apertura la responsabile della biblioteca è stata l'attuale incaricata Thea Genovese. Prima dell'istituzione della biblioteca comunale è stata attivata una biblioteca parrocchiale, tuttora funzionante, gestita da un gruppo di volontarie nei locali di proprietà della parrocchia.
Dal 1937 è attiva la "cantoria", denominata nel 2007 "Coro Parrocchiale di Gironico 1937", ed attualmente diretta da Emanuele Benzoni.

### Annotazioni
1. ↑  Per il dialetto comasco, si utilizza l'ortografia ticinese, introdotta a partire dal 1969 dall'associazione culturale Famiglia Comasca nei vocabolari, nei documenti e nella produzione letteraria.

### Fonti
1. ↑  Dato Istat - Popolazione residente al 31 dicembre 2010.
2. ↑   halleyweb.com,  https://www.halleyweb.com/c013109/zf/index.php/storia-comune.
3. ↑   Classificazione sismica (XLS), su rischi.protezionecivile.gov.it.
4. ↑   Tabella dei gradi/giorno dei Comuni italiani raggruppati per Regione e Provincia (PDF), in Legge 26 agosto 1993, n. 412, allegato A, Agenzia nazionale per le nuove tecnologie, l'energia e lo sviluppo economico sostenibile, 1º marzo 2011,  p. 151. URL consultato il 25 aprile 2012 (archiviato dall'url originale il 1º gennaio 2017).
5. ↑   Luciano Canepari, Gironico, in Il DiPI: dizionario di pronuncia italiana, Bologna, Zanichelli, 1999, ISBN 88-08-09344-1.
6. ↑   Dante Olivieri, Dizionario di toponomastica lombarda, Lampi di stampa, 1º gennaio 2001, ISBN 9788848801195. URL consultato il 12 settembre 2016.
7. ↑   Statuto comunale di Colverde (PDF), su dait.interno.gov.it.
8. ↑   Comune di Gironico, su www.halleyweb.com. URL consultato il 2 gennaio 2024.
9. 1 2 3 4 5 6 7 8 9 10 11 12 13 14 15 16 17 18 19 20 21 22 23 24 25 26   Le origini di Gironico | Comune di Colverde, su mycolverde.it. URL consultato il 2 maggio 2020.
10. 1 2  Mancini, Colverde [...] una sola storia, p. 8
11. ↑  Mario Bernaschina, "Alla scoperta del nostro paese" – Gironico e la sua chiesa, p. 83
12. 1 2 3 4 5  Borghese, p. 236.
13. 1 2 3   Comune di Gironico al piano, sec. XIV - 1757 – Istituzioni storiche – Lombardia Beni Culturali, su lombardiabeniculturali.it. URL consultato il 2 maggio 2020.
14. 1 2 3   Comune di Gironico al monte, sec. XIV - 1757 – Istituzioni storiche – Lombardia Beni Culturali, su lombardiabeniculturali.it. URL consultato il 2 maggio 2020.
15. ↑  Mancini, pp. 15-19.
16. 1 2 3 4 5   Comune di Gironico, 1757 - 1797 – Istituzioni storiche – Lombardia Beni Culturali, su lombardiabeniculturali.it. URL consultato il 2 maggio 2020.
17. ↑   Comune di Gironico, 1798 - 1815 – Istituzioni storiche – Lombardia Beni Culturali, su lombardiabeniculturali.it. URL consultato il 2 maggio 2020.
18. 1 2   Comune di Gironico, 1816 - 1859 – Istituzioni storiche – Lombardia Beni Culturali, su lombardiabeniculturali.it. URL consultato il 2 maggio 2020.
19. ↑   Gironico, decreto 1955-03-14 DPR, concessione di stemma e gonfalone, su Archivio Centrale dello Stato. URL consultato il 5 agosto 2022.
20. ↑  Mancini, Colverde [...] una sola storia, p. 10
21. ↑   Gironico, su Ministero della cultura.
22. ↑   Chiesa dei SS. Nazaro e Celso - complesso, Via alla Chiesa - Gironico (CO) – Architetture – Lombardia Beni Culturali, su lombardiabeniculturali.it. URL consultato il 2 maggio 2020.
23. 1 2   Chiesa di S. Grato, Via S. Grato - Gironico (CO) – Architetture – Lombardia Beni Culturali, su lombardiabeniculturali.it. URL consultato il 2 maggio 2020.
24. ↑   Villa Raimondi - complesso, Via Raimondi, 7 (P) - Gironico (CO) – Architetture – Lombardia Beni Culturali, su lombardiabeniculturali.it. URL consultato il 2 maggio 2020.
25. 1 2 3 4  Mancini, Colverde [...] una sola storia, p. 53
26. 1 2 3 4 5 6 7 8 9 10 11  Langè, p. 87.
27. 1 2  TCI, Guida d'Italia [...], p. 284.
28. 1 2 3 4 5  Langè, p. 86.
29. ↑  Mancini, Colverde [...] una sola storia, p. 52
30. 1 2 3 4 5 6  Mancini, Colverde [...] una sola storia, p. 49
31. ↑  Mancini, Colverde [...] una sola storia, pp. 53-54
32. ↑  Castiglioni, Colverde [...] una sola storia, pp. 54-59
33. 1 2 3 4  Langè, p. 18.
34. ↑  Langè, pp. 92-93.
35. 1 2 3 4  Belloni et al., p. 248.
36. ↑  Langè, p. 91.
37. ↑  Langè, p. 89.
38. ↑  Langè, pp. 94-98.
39. ↑  Mancini, Colverde [...] una sola storia, pp. 50-52
40. ↑  Mancini, Colverde [...] una sola storia, pp. 57-58
41. ↑  Statistiche I.Stat - ISTAT;  URL consultato in data 28-12-2012.
42. ↑   Frazione di Gironico, su mycolverde.it. URL consultato il 26 maggio 2022.
43. ↑  (EN) Geronico in festa per "Gesù Bambino" [collegamento interrotto], su comolive.it. URL consultato il 26 maggio 2022.